# 리쿠젠이나이역
리쿠젠이나이역(일본어: 陸前稲井駅)은 일본 미야기현 이시노마키시에 위치한 동일본 여객철도 이시노마키 선의 철도역이다. 단선 승강장 1면 1선의 구조를 갖춘 지상역이다.

## 역 주변
- 이시노마키 시청 이나이 지소

## 역사
- 1939년 10월 7일 : 철도성 이시노마키 선의 역으로서 오시카군 이나이 촌에 개업.
- 1959년 4월 1일 : 이나이 촌이 정제 시행해서 이나이 정으로 되어, 당 역은 해당 정내로 함.
- 1967년 3월 23일 : 이나이 정이 이시노마키 시로 편입·합병되어, 당 역은 이 시내에 위치함.
- 1971년 4월 1일 : 구내 배치 측선화, 무인화.
- 1987년 4월 1일 : 일본국유철도 분할 민영화에 의해, 동일본 여객철도가 승계.
- 2011년 3월 11일 : 도호쿠 지방 태평양 해역 지진과 그에 의한 대형 쓰나미의 영향에 의해, 전 노선 영업 중단.
- 2012년 3월 17일 : 이시노마키 - 와타노하 간 복구에 의해 영업 재개.
- 2016년 8월 6일 : 센세키 도호쿠 라인의 일부 열차가 직통 운행을 개시해, 정차역이 됨.

## 인접 역
| 이시노마키 선          | 이시노마키 선   | 이시노마키 선          |
| ---------------------- | --------------- | ---------------------- |
| 이시노마키 고고타 방면 | ■ 이시노마키 선 | 와타노하 오나가와 방면 |